# NGC 4882
NGC 4882 (NGC 4886) é uma galáxia elíptica (E) localizada na direcção da constelação de Coma Berenices. Possui uma declinação de +27° 59' 11" e uma ascensão recta de 13 horas, 00 minutos e 04,6 segundos.
A galáxia NGC 4882 foi descoberta em 22 de Abril de 1865 por Heinrich Louis d'Arrest.